# Postel

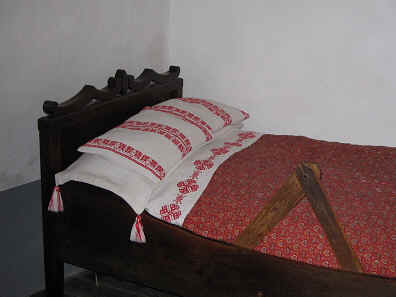
Postel

Postel či lůžko je druh nábytku, který je určený k ležení a především ke spaní.

## Historie

### Pravěk
Postel provází člověka již od pravěku. Zpočátku to byla jen místa na podlaze vystlaná suchou trávou, která měla za úkol izolovat chlad od země. Postupem času se začala suchá tráva nahrazovat trvalejší a lepší izolací v podobě zvířecí kůže.

### Starověk
Velký převrat v jejich výrobě nastal patrně až s rozvojem prvních civilizací, měst a říší, jakými byla Mezopotámie a Egypt, první říční civilizace. 3000 let př. n. l. již znali tehdejší řemeslníci většinu dodnes používaných spojovacích prostředků, jakými byly svlaky, čepy .
Svůj vrchol dosáhla lůžka za antického Řecka. Tehdejší velké rozšíření železa umožnilo vytvářet dokonalejší nástroje. Antropometrie, nauka o stavbě lidského těla používaná k výrobě nábytku, vedla ke zvýšení pohodlí uživatelů postelí.

## Druhy
- masivní postele
- postele z lamina (dřevotřískové)
- kované postele
- kovové postele
- celočalouněné postele

## Současná konstrukce
Postele se vyrábějí nejčastěji z dřeva a nebo z ocele, případně i ze slitin hliníku.
Konstrukce postele se obvykle skládá z :
- dvou svislých čel (tzv. „v hlavách a v nohách“) také zvaných pelest, svislé stojací desky, případně s nohami.
- dvou dlouhých podélných svislých bočnic, nesených zpravidla čely
- roštu uloženého na bočnicích a čelech, případně samonosného rámu, který umožňuje tvořit postel bez bočnic. Rošt umožňující proudění vzduchu, které odvádí vlhkost z matrace i během spánku, bývá tvořen
  - jednotlivými laťkami nebo
  - prodyšnou deskou,
  - dříve také drátovou pružinovou drátěnkou.
- matrace, nejčastěji pérové, pěnové nebo nafukovací gumové, položené na roštu, která mívá výšku (tj. tloušťku) od 10 cm až po asi 40 cm. Dříve stejnému účelu sloužil slamník.
- jako doplnění postele bývá přikrývka (deka, peřina), polštář pod hlavu a ložní prádlo – prostěradlo, povlaky na deku a polštář a případně chránič matrace.
- místo pod matrací je často využíváno jako úložný prostor, zpravidla uzavřený, což ale brání odvětrávání a nepovažuje se proto za zdravotně zcela vhodné.

### Rozměry
Postele jsou zpravidla vyráběny sériově v typizovaných rozměrech (rozměr ložné plochy):
- nejčastější je velikost 90 × 200 cm;
- další běžné šířky jsou 80, 140, 160, 180 cm.
- Jiné velikosti jsou nabízeny jenom jako atypické na zakázku.
- Dětské postele jsou menší, např. 80 × 140 cm.
- Patrové postele používané zejména pro děti, např. 90×200 cm s dvěma patry.
- Pro malé děti ještě menší je dětská postýlka.

Horní plocha matrace bývá ve výšce 45 cm nad zemí. Pro snadnější vstávání zejména zesláblých osob je vhodnější vyšší postel, zvaná také americká. Zvláštním druhem jsou zdravotnické postele určené do nemocnic a případně do domovů pro seniory. Mají jednak větší výšku ložné plochy a dále bohatší možnost polohování matrace.